# Janis Rácenis
Janis Rácenis (Jānis Rācenis, Riga, Gobernación de Livonia, Imperio ruso (hoy Letonia), 10 de abril de 1915 - Caracas, Venezuela, 10 de abril de 1980) fue un entomólogo dedicado al estudio de odonatos de Venezuela y del Perú.

## Reseña biográfica
Janis (Juan) Rácenis nació en Riga – Letonia el 10 de abril de 1915 realiza estudios básicos en su ciudad natal. Para el año de 1943 se gradúa en ciencias en la Universidad de Letonia y comienza a realizar trabajos en el aérea de la ornitología. Posteriormente se traslada a Alemania (República Federal de Alemania) donde se doctora en Ciencias Naturales en la Universidad de Erlangen durante su estadía en Alemania se casa en 1947 con Gaida Artens. Para 1948 se residencia en Venezuela donde comienza a trabajar en el departamento de Ciencias Naturales de la Universidad Central de Venezuela el cual será convertido en la Facultad de Ciencias pionera en Venezuela.

### Universidad Central de Venezuela
Janis Rácenis trabaja en la Universidad Central de Venezuela desde 1948 cuando llega Venezuela para trabajar como profesor a tiempo completo en la enseñanza de ciencias naturales y permanecerá en ella hasta su jubilación 1976. En este tiempo se desempeñó en diversos cargos directivos dente la institución entre ellos Facultad de Ciencias y Escuela de Biología. Museo de Biología de la Universidad Central de Venezuela (MBUCV) en 1949 primer director y fundador, revista Acta Biologica Venezuelica primer editor y fundador, Instituto de Zoología Tropical donde fue primer director y fundador 1965.

### Otros cargo y actividades desempeñadas
1953: Miembro fundador y directivo Asociación Venezolana para el Avance de la Ciencia (AsoVAC).
1955-1960: Miembro de la junta editorial del Boletín del Museo de Ciencias Naturales de Caracas.
1957-1958: Asistente técnico en el Jardín Zoológico Las Delicias de Maracay.
1958: Fundador del Instituto para la Conservación del Lago de Valencia.
1963: Fundador de la Association of Tropical Biology, inc. en Estados Unidos. Museo de ciencias del Parque Metropolitano de Valencia.
1964-1964: Estación Hidrobiológica Alfredo Jahn en el Lago de Valencia. Miembro de la junta directiva de la Sociedad Venezolana de Ciencias Naturales.
1964-1965: Fundador de la Sociedad Venezolana de Entomología.

## Publicaciones
Incompleta
- Rácenis, J. 1953: Contribución al estudio de los odonata de Venezuela. Separata de los Anales de la Universidad Central de Venezuela. XXXV:1-68.
- Rácenis, J. 1953: Algunas notas sobre las especies venezolanas del género Nephepeltia (Odonata: Liibellulidae). Acta Biologica Venezuelica, 1(7):133-140.
- Rácenis, J. 1953: Una nueva especie del género Neoneura (Odonata: Protoneuridae) de Venezuela. Acta Biologica Venezuelica, 1(9):155-158.
- Rácenis, J. 1955: El género Metaleptobasis (Odonata: Coenagrionidae) en Venezuela. Boletín del Museo de Ciencias Naturales, Caracas. 1(1):3-20.
- Rácenis, J. 1958: Los odonatos neotropicales en la colección de la Facultad de Agronomía de la Universidad Central de Venezuela. Acta Biologica Venezuelica, 2(19):179-226.
- Rácenis, J. 1958: dos nuevas especies del género Aeshna (Odonata: Aeshnidae) de Venezuela. Acta Biologica Venezuelica, 2:323-330.
- Rácenis, Janis. 1959. Lista de los odonatos del Perú. Acta Biologica Venezuelica 2(34):467-522.
- Rácenis, J. 1960: Cuatro nuevas especies del género Epipleoneura (Odonata: Protonevridae). Acta Biologica Venezuelica, 3(2):25-42.
- Rácenis, J. 1966: Preliminary list of Venezuelan Odonata. Instituto de Zoología Tropical, Universidad Central de Venezuela. Caracas. 16p.
- Rácenis, J. 1968: Los odonatos de la región del Auyantepui y de la Sierra de Lema, en la Guayana Venezolana. 1 Superfamilia Agrionoidea. Memoria de la sociedad de Ciencias Naturales La Salle, 28:151-176.
- Rácenis, J. 1970: Los odonatos de la región del Auyantepui y de la Sierra de Lema, en la Guayana Venezolana. 2 Las familias Gomphidae, Aeshnidae y Corduliidae. Acta Biologica Venezuelica, 7(1):23-39.
- DeMarmels J, & Rácenis J. 1982; An analysis of the cophysa-group of Tramea Hagen, with descriptions of two new species (Anisoptera: Libellulidae). Odonatologica. 11(2):109-28.

## Especies descritas por Rácenis
- Aeshna andresi Rácenis, 1958.
- Aeshna draco Rácenis, 1958.
- Anisagrion meridionale Rácenis, 1953.
- Chalcothore montgomeryi (Rácenis, 1968).
- Epipleoneura fernandezi Rácenis, 1960.
- Epipleoneura pallida Rácenis, 1960.
- Epipleoneura spatulata Rácenis, 1960.
- Epipleoneura machadoi Rácenis, 1960.
- Hataerina westfalli Rácenis, 1968.
- Leucobasis candicans Rácenis, 1959.
- Leptagrion fernandezianum Rácenis, 1958.
- Macrothemis rupicola Rácenis, 1957.
- Neocordulia biancoi Rácenis, 1970.
- Neonura gaida Rácenis, 1953.
- Neonura cristina Rácenis, 1955.
- Nephepeltia leonardina Rácenis, 1953.
- Tramea minuta De Marmels & Rácenis, 1982.
- Zonophora solitaria Rácenis, 1970.

## Honores
El Instituto de Zoología Tropical nombró su hemeroteca en honor Janis Rácenis “Hemeroteca Janis Rácenis”
Especies en honor a Rácenis
- Arañas.
- Ctenus racenisi Caporiacco, 1955.[13][14]

- Crustáceos.
- Psudothelphusa racenesi Rodríguez.[15][16][17][18]

- Escorpiones.
- Broteochactas racenisi González-Sponga, 1975.[19]

- Insectos.
- Copelatus racenisi Guignot, 1951.[20]
- Progomphus racenisi DeMarmels J. 1983.[21]
- Telebasis racenisi Bick & Bick, 1995.[22]
- Simulium racenisi Pérez, 1951.[23]

- Peces.
- Recenisia Mago.[24]

- Anfibios.
- Eleutherodactylus racenisi Rivero, 1962.[25]

- Reptiles.
- Neusticurus racenisi Roze, 1958.[26][27]